# Буадди, Сара
Сара Буадди (фр. Sarah Bouhaddi; род. 17 октября 1986, Канны) — французская футболистка, вратарь саудовского клуба «Аль-Ула». Выступала за сборную Франции.

## Карьера

### Клубная
Занялась футболом в 8 лет. В молодости выступала в любительских клубах «Муан-Сарту», «Мужан» и «Монако». Полноценное обучение футболу прошла в учебном центре «Клэрфонтэн», за команду которого и начала выступать как профессионал. В составе этой команды впервые в своей карьере забила гол. Продолжала выступления за команды «Тулуза» и «Жювизи» (выиграла первенство Франции в 2006 году с этой командой), а в 2009 году перешла в лионский «Олимпик», в составе которого выиграла три чемпионата Франции, один Кубок Франции и два Кубка Лиги Чемпионов сезонов 2010/2011 и 2011/2012 годов.
Дебютной для неё стала Лига чемпионов 2006/2007, когда Сара отстояла «на ноль» ворота в поединке с «Хибернианом» (победа 6:0). В 2010 году Сара в финале Лиги чемпионов против «Турбины» отбила два пенальти, но даже этого не хватило для победы над немками. Впрочем, две следующие Лиги чемпионов «Олимпик» выиграл, причём первую роль там сыграла игра самой Сары.

### В сборной
В сборной Сара играет с 2004 года, хотя вызывалась ещё в 2003 году. В составе команды до 19 лет выступала на чемпионатах Европы 2003 в Германии и 2005 в Венгрии. Евро-2003 покорилось француженкам, и Сара завоевала титул чемпионки: в полуфинале против Англии только её отменная игра позволила француженкам выйти в финал и сохранить победу со счётом 2:0, а в финале она повторила свой успех и отстояла «на ноль» в поединке с норвежками, позволив Франции выиграть с тем же счётом 2:0 и завоевать титул чемпионок Европы. Она была близка к повторению успеха в 2005 году, но в упорной борьбе в финале Франция уступила России в серии пенальти (во время серии Сара пробила прямо в перекладину, что и повлияло на исход встречи).
Официальный дебют в составе сборной Франции у Сары состоялся 21 февраля 2004 года в матче против сборной Шотландии: тренер Элизабет Луазель предоставила юной Саре 21 минуту игры. Сыграла Сара со своей сборной на чемпионатах Европы 2005 и 2009 годов: на первом турнире Франция выбыла из борьбы уже на групповом этапе из-за разницы мячей, а Сара сыграла все три матча и пропустила пять мячей. На втором турнире Франция за счёт всё той же разницы мячей уже прошла в следующий раунд, где уступила сборной Нидерландов в серии пенальти. Разрыв передней крестообразной связки не позволил Саре поехать на чемпионат мира 2011 года.

## Мнения об игре
Два отбитых Сарой удара в финале Лиги чемпионов УЕФА 2009/2010 позволили экспертам начать сравнивать её по манере игры с легендарным Фабьеном Бартезом. Сару считают ключевым игроком как в клубе, так и в сборной Франции. К несчастью, вскоре она получила серьёзную травму — разрыв передней крестообразной связки, из-за чего вынуждена была пропустить чемпионат мира 2011 года. Несмотря на травму, она всё ещё остаётся вратарём номер один в сборной Франции.

## Достижения

### Клубные
- Чемпионка Франции (12): 2010, 2011, 2012, 2013, 2014, 2015, 2016, 2017, 2018, 2019, 2020, 2022
- Обладательница Кубка Франции (8): 2012, 2013, 2014, 2015, 2016, 2017, 2019, 2020
- Победительница Лиги чемпионов УЕФА (8): 2011, 2012, 2016, 2017, 2018, 2019, 2020, 2022

### В сборной
- Чемпионка Европы среди девушек не старше 19 лет 2003 года
- Вице-чемпионка Европы среди девушек не старше 19 лет 2005 года
- Обладательница Кубка Кипра 2012 года
- 4-е место на Олимпийских играх 2012 года